# SHARK
SHARK — в криптографії симетричний блочний криптоалгоритм, розроблений автором Rijndael - Вінсентом Рейменом. В алгоритмі використовуються 128-бітний ключ і 64-бітний (16 байтний) блок. 
Алгоритм SHARK має консервативні параметри і створений для заміни існуючих шифрів з 64 бітовим блоком, на зразок IDEA і DES. 
Існує два варіанти шифру SHARK : SHARK-A (англ. affine transform) і SHARK-E (англ. exor). 

## Безпека
Існують атаки лише на модифікований варіант шифру з 5 раундами. Сам алгоритм на даний момент можна вважати безпечним. 
Цей алгоритм отримав розвиток і став основою нового, безпечнішого шифру KHAZAD. Алгоритм Rijndael так само можна вважати заснованим на ідеях шифру SHARK і його нащадком. 